# Comuna Novopetrivka, Velîka Bilozerka
Novopetrivka (în ucraineană Новопетрівка) este o comună în raionul Velîka Bilozerka, regiunea Zaporijjea, Ucraina, formată din satele Kacikarivka, Novopetrivka (reședința) și o parte din satul Velîka Bilozerka.

## Demografie
Componența lingvistică a comunei Novopetrivka
     Ucraineană (93,29%)
     Rusă (6,61%)
Conform recensământului din 2001, majoritatea populației comunei Novopetrivka era vorbitoare de ucraineană (93,29%), existând în minoritate și vorbitori de rusă (6,61%).